# César Sarachu
César Sarachu Izquierdo (Baracaldo, Vizcaya; 28 de diciembre de 1958) es un actor español de cine, televisión y teatro.

## Biografía
Comenzó haciendo teatro en escenarios del País Vasco. Posteriormente se trasladó a Madrid a ampliar su formación, pero no fue admitido en la Real Escuela Superior de Arte Dramático. En 1986 se traslada a París, donde entra en la escuela de Jacques Lecoq. En esa ciudad conoció a la que sería su mujer, una actriz sueca  con la que posteriormente se trasladó a vivir a Estocolmo, donde fue conocido por sus papeles dramáticos en obras de teatro. En 2002 protagonizó el cortometraje Möte med ondskan, de Reza Parsa, y en ocasiones participó en producciones españolas como el cortometraje Expreso nocturno (2003), de Imanol Ortiz.
Desde septiembre de 2005 se le conoce por su papel de Bernardo Marín en la serie de Telecinco Camera Café, en la que trabajó hasta 2009. Anteriormente ya había interpretado a numerosos personajes en la serie Canalone, emitida en Canal+ (2001), o en Los güebones, unas pequeñas piezas para Internet (2004), todo ello dirigido por Luis Guridi. Más recientemente puso su voz al buitre Diógenes en la película El lince perdido (2008) y trabajó en la serie ¡Fibrilando! (2009), spin-off de Camera Café, también dirigido por Luis Guridi. En 2019 estrena para Movistar+ la serie Justo antes de Cristo actuando con Julián López, Cecilia Freire, Priscilla Delgado, entre otros.

## Filmografía
- La cúpula de cristal, de Henrik Björn (2025)
- Tiempo después, de José Luis Cuerda (2018)
- Cuerpo de élite, de Joaquín Mazón (2016)
- Pancho, el perro millonario, de Tom Fernández (2014)
- Les pseudonymes, de Nicolas Engel (2007)
- L'homme qui marche, de Aurélia Georges (2007).
- The Piano Tuner of Earthquakes, de Stephen y Timothy Quay (2005).
- Babylonsjukan, de Daniel Espinosa (2004).
- Möte med ondskan, de Reza Parsa (2002).
- Före stormen, de Reza Parsa (2000).
- To be continued, de Linus Tunström (2000).
- Institute Benjamenta o This Dream People Call Human Life, de Stephen y Timothy Quay (1995).
- Sálvate si puedes, de Joaquín Trincado (1995).
- Santa Cruz, el cura guerrillero, de José María Tuduri (1991).

## Teatro
Entre 2000 y 2005 formó parte del elenco de la compañía sueca Unga Klara del Stadsteatern en Estocolmo.
En España ha intervenido en los montajes de Reikiavik (2015) e Intensamente azules (2019), ambas de Juan Mayorga.

## Televisión
• La cúpula de cristal (2025)
- Intimidad, (2022)
- Justo antes de Cristo, (2019-2020).
- Aquí Paz y después Gloria, (2015).
- La isla de los nominados, de Luis Guridi (2010).
- ¡Fibrilando!, de Luis Guridi (2009).
- Camera Café, de Luis Guridi (2005-2009).
- Canalone (Lo + Plus), de Luis Guridi (2001-2003).
- Bertan Zoro (1991).

## Internet
- Los güebones, de Luis Guridi (2004).